# Où je vais
 (octobre 2021).
Si vous disposez d'ouvrages ou d'articles de référence ou si vous connaissez des sites web de qualité traitant du thème abordé ici, merci de compléter l'article en donnant les références utiles à sa vérifiabilité et en les liant à la section « Notes et références ».
Albums de Amel Bent
À 20 ans
(2007) Délit mineur
(2011)
Singles
1. Où je vais
Sortie : 12 octobre 2009
2. Le Mal de toi
Sortie : 8 février 2010
3. Je me sens bien
Sortie : 30 avril 2010
4. Cette idée-là
Sortie : 20 septembre 2010

Où je vais est le 3e album studio d'Amel Bent, sorti le 4 décembre 2009. 
À ce jour l'album est disque de platine après avoir été vendu à 150 000 exemplaires.

## Liste des titres
1. Où je vais
2. Cette idée-là
3. Je ne suis pas elle
4. L'Amour
5. À trop t'aimer
6. Je me sens bien
7. La Menteuse (feat. Kayline)
8. Le Mal de toi
9. Forte
10. Famille décomposée
11. Un bout de papier

## Classements
| Pays              | Meilleure position | Semaines classées |
| ----------------- | ------------------ | ----------------- |
| France            | 9                  | 66                |
| Belgique Wallonie | 25                 | 24                |
| Suisse            | 65                 | 6                 |